# مقاطعة أتلانتك (نيو جيرسي)
مقاطعة أتلانتك (بالإنجليزية: Atlantic County, New Jersey)‏ هي إحدى مقاطعات ولاية نيو جيرسي في الولايات المتحدة. ، بلغ عدد سكانها 274549 نسمة في عام 2010 حسب إحصاء مكتب تعداد الولايات المتحدة .

## وصلات خارجية
- United States Counties